# 横堀光範
横堀 光範（よこぼり みつのり）は日本の映像作家、撮影監督。福島県出身、東京都在住。主にCMやミュージック・ビデオの演出を手がけている。逆光や光が特徴的で、ノスタルジックな雰囲気と懐かしさを感じさせる映像を得意とする。

## 作品

### 映画
- あたしの!（出演：渡邉美穂、木村柾哉、齊藤なぎさ、山中柔太朗）

### 短編映画
- Beautiful World - Love in the time of PETALO（出演：細川岳、植田紗々 /横濱インディペンデント・フィルム・フェスティバル2021 cinefil賞 /滋賀国際映画祭 撮影賞 /ショートショート フィルムフェスティバル & アジア(SSFF & ASIA) 2022入賞）

### ドラマ
- 俺たちはあぶなくない〜クールにさぼる刑事たち（出演：鈴木伸之、佐野勇斗、矢野聖人、猪野広樹、三吉彩花、井上肇、近江谷太朗）
- 夫婦円満レシピ〜交換しない?一晩だけ〜（出演：佐津川愛美、千賀健永（Kis-My-Ft2）、橋本マナミ、柳ゆり菜、黄川田雅哉、和田雅成、松本怜生石垣佑磨、野波麻帆、平岡祐太、板谷由夏）

### ミュージック・ビデオ
ammo
- 何℃でも

IZ*ONE
- Target

amazarashi
- 空に歌えば

井上苑子
- ナツコイ
- エール
- どんなときも。

AKB48
- ロマンティック準備中
- 波が伝えるもの

Salyu × haruka nakamura
- 聖者の行進

SAKANAMON
- テヲフル
- CATCHY
- ロックバンド

華原朋美
- ズルい女 feat.はたけ(シャ乱Q)
- 君がそばで

SPICY CHOCOLATE
- ミスキャスト feat. 大橋卓弥(スキマスイッチ) & 奇妙礼太郎
- 二人で feat. 西内まりや & YU-A

sumika
- 祝祭

乃木坂46
- 新しい世界
- キャラバンは眠らない
- 毎日がBrand new day
- 世界中の隣人よ
- 君に叱られた
- 17分間

ハジ→
- 約束。
- BEER TALK。
- Dreamland。feat. RED RICE (from 湘南乃風), CICO (from BENNIE K)

橋本裕太
- NEW WORLD

Vaundy
- 融解sink
- 走馬灯

ハナエ
- 小さな恋のものがたり

Have a Nice Day!
- Night Rainbow
- わたしの名はブルー
- ビューティフルライフ

日向坂46
- Footsteps

華晨宇
- 闘牛

マカロニえんぴつ
- なんでもないよ、
- たましいの居場所
- 静かな海

LiSA
- HELLO WORLD

### CM
- アース製薬 温泡（出演：樋口柚子）
- at home2022（出演：藤田ニコル）
- ASAHI FRUITZER（出演：渡辺直美）
- イオンカード×欅坂46（出演：小林由依、菅井友香、土生瑞穂、長濱ねる、渡邉理佐）
- イトーヨーカドー TWINS（出演：谷奥えま、谷奥えり）
- 大塚食品 ビタミン炭酸マッチ「おつかれさマッチタイムリープ」（出演：影山優佳、萩原護）
- 花王プリマビスタ2022（出演：森七菜）
- KIRIN 午後の紅茶ミルクティープラス（出演：中条あやみ）
- KFC ケンタッキーフライドチキン2022（出演：高畑充希）
- KOSE2022（出演：平野紫耀）
- KOSE ESPRIQUE（出演：北川景子）
- CREO （出演：川口春奈）
- グリコ ポッキー2022（出演：有村架純）
- HP Beyond stereotypes（出演：榮倉奈々）
- SMBC日興証券 DISCOVER GOOD COMPANY（出演：イチロー、天海祐希）
- SMBC日興証券「イチローならどうする？」（出演：イチロー）
- NTTドコモ FOR STUDENTS
- サントリー天然水「Time in the Water」（出演：森田ひかる）
- 資生堂 AQUALABEL（出演：杏）
- 資生堂 ANESSA（出演：大友花恋）
- JR SKISKI2019（出演：松本穂香、伊藤健太郎）
- ベネッセ進研ゼミ×KANA-BOON「ランアンドラン」（出演：平祐奈）
- Softbank 青春放題「Part2・でんき放題・修学旅行」（出演：岡田准一、賀来賢人、リーチマイケル、道枝駿佑、南沙良、新川優愛）
- 東芝  For a new day（出演：有村架純）
- ABC Mart NIKE AIRMAX（出演：TWICE）
- 任天堂 Nintendo Switch
- 乃木恋〜坂道の下で、あの日僕は恋をした〜（出演：北野日奈子、星野みなみ、相楽伊織）
- HISENSE2022（出演：綾野剛）
- ハウス バーモントカレー2023（出演：櫻井翔）
- バファリン TIME IN A BOX（出演：kazumi、樹神）
- ブルボン フェットチーネグミ×乃木坂46（出演：齋藤飛鳥、生田絵梨花、松村沙友理、秋元真夏、与田祐希、久保史緒里、遠藤さくら、賀喜遥香）
- HONDA FIT
- HONDA EveryGo（出演：yonige）
- McDonald's Fries 2018/2019
- McDonald's 朝マック（出演：kazumi）
- McDonald's 月見バーガー・月見パイ（出演：樋口柚子、立花諒）
- 三菱UFJ銀行 HOP STEP JAPAN（出演：大谷翔平）
- 明治安田生命 サマーウォーズコラボCM（出演：傳谷英里香）
- 明治安田生命×スタジオ地図「亜希のちかい」TVCM
- 森永DARS 「大人を休みませんか」（出演：横浜流星）
- モンスターストライク 甲子園応援Movie（主演：南沙良）
- ヤマダ電機 くらしをしあわせにする、ぜんぶ（出演：貫地谷しほり、又吉直樹）
- UNIQLO BRATOP 2016
- UNIQLO STETECO&RELACO 2016（出演：石田ニコル、sumika）
- UNIQLO ROOM WEAR 2016（出演：石田ニコル、sumika）
- UNIQLO ROOM WEAR 2017（出演：浜野謙太、Agatha）
- UNIQLO STETECO&RELACO 2018 （出演：きなり）
- ワコール KIKO meets RIBBONBRA（出演：水原希子）
- ユーキャン チャレンジユーキャン2021-2023（出演：多部未華子、白石麻衣、井ノ原快彦、本田翼、中島健人、伊藤美誠、清野菜名、MEGUMI、阿部亮平）
- UNIQLO HEATTECH 2020

### Live映像
- DIALUCK acoustic LIVE 2019
- NEWS EPCOTIA
- Vaundy JAPAN ONLINE FESTIVAL 2020

### その他
- odol「身体」ジャケット写真
- Vaundy「融解sink」ジャケット写真
- 中野大好きナカノさん 中野区シティプロモーション
- 乃木坂46 川後陽菜 個人PV
- 春夏秋冬／フォーシーズンズ 乃木坂46 (賀喜遥香）

### 掲載
- 2017年 - BNN新社出版『映像作家100人2017』